# Capitaine Cormorant et autres histoires (bande dessinée)
Capitaine Cormorant et autres histoires...  est un one shot créée par l'Italien Hugo Pratt. Il contient trois histoires. La première histoire est une aventure de 66 planches sur le Capitaine Cormorant, la suivante est une aventure intitulée L'attaque du Fort de 16 planches et la troisième et dernière titrée Billy James de 50 planches. Les première publications ont été entreprises en noir et blanc mais ont plus tard été rééditées en couleurs par la coloriste Patrizia Zanotti chez Glénat.